# Moldes (Castropol)
San Juan o Moldes (en eonaviego San Xuan, oficialmente San Xuan/San Juan) es una parroquia del concejo de Castropol, en el Principado de Asturias. Alberga una población de 355 habitantes y ocupa una extensión de 7,58 km².

## Entidades de población
| Nombre (en español) | Nombre oficial (en eonaviego) |
| ------------------- | ----------------------------- |
| Aldeanova           | Aldianova                     |
| Augüeira            | A Ougueira                    |
| Areneira            | A Areneira                    |
| Carretera           | A Carretera                   |
| Fabal               |                               |
| El Ferrol           |                               |
| Granda              |                               |
| Huerta              | A Horta                       |
| Iramola             | Eiramola                      |
| Lantoira            |                               |
| Liso                |                               |
| Payoza              | A Payoza                      |
| Roda                | A Roda                        |
| Sabugo              |                               |
| San Juan            | San Xuan/San Juan             |
| Villagomil          | Vilagomil                     |
| Villarrasa          | Vilarrasa                     |
| Poceira             | A Poceira                     |

### Sitios
- A Bría
- El Calvario
- El Casal
- El Cornayo
- As Granxas
- Loureiro
- Palacios
- Silvayá
- El Trobo
- A Venta